# Claus Rasmussen
Claus Rasmussen (nascido em 31 de dezembro de 1957) é um ex-ciclista dinamarquês que representou o seu país nos Jogos Olímpicos de Verão de 1984.